# Holly Edwards
Holly Edwards (...) è una produttrice cinematografica statunitense e presidente della Skydance Animation.

## Biografia
In qualità di Presidente di Skydance Animation, Holly Edwards definisce la strategia globale di business e di produzione per tutti i titoli di animazione. 
Holly è responsabile della supervisione di team globali dedicati alla produzione di una serie audace e originale di film d'animazione e serie televisive. Lo studio ha pubblicato il suo primo film d'animazione, Luck, nel 2022.
Holly è una veterana dell'animazione con oltre 20 anni di esperienza nella produzione di film e serie televisive. 
Prima di approdare a Skydance, è entrata a far parte della DreamWorks Animation nel 2002, dove ha favorito il successo dello studio in ruoli sia produttivi che esecutivi, gestendo film in tre sedi intercontinentali. 
In qualità di dirigente dello studio, Holly ha gestito la complessità delle risorse dell'intera produzione dello studio, tra cui film d’animazione:  Kung Fu Panda, Madagascar 2 (Madagascar: Escape 2 Africa), Mostri contro alieni (Monsters vs. Aliens) e Dragon Trainer (How To Train Your Dragon). 
I suoi contributi alla produzione includono la produzione di Megamind, Madagascar 3 - Ricercati in Europa (Madagascar 3: Europe's Most Wanted), Mr. Peabody e Sherman (Mr. Peabody and Sherman), I pinguini di Madagascar (The Penguins of Madagascar) e Trolls. 
Prima di entrare a far parte del team della DreamWorks Animation, Holly ha prodotto progetti di animazione e live-action per la televisione e le piattaforme digitali come produttrice di studio per la Curious Pictures West e come produttrice per la Wild Brain e la Colossal Pictures.
È membro della Producers Guild of America, dell'AMPAS e dell'ASIFA Hollywood and Women in Animation. 
Ha conseguito una laurea in Media Communications presso la Webster University di St. Louis. 

## Filmografia

### Lungometraggi
- Megamind, regia di Tom McGrath (2010)
- Madagascar 3 - Ricercati in Europa (Madagascar 3: Europe's Most Wanted), regia di Eric Darnell, Tom McGrath e Conrad Vernon (2012)
- Mr. Peabody e Sherman (Mr. Peabody and Sherman), regia di Rob Minkoff (2014)
- I pinguini di Madagascar (The Penguins of Madagascar), regia di Eric Darnell e Simon J. Smith (2014)
- Trolls, regia di Mike Mitchell (2016)

### Cortometraggi
- Trolls - Missione vacanze (Trolls Holiday), regia di Joel Crawford (2017)